# 文雅杂镖水蚤
文雅杂镖水蚤（学名：Mixodiaptomus incrassatus）为镖水蚤科杂镖水蚤属的动物。分布于蒙古、俄罗斯、西班牙、摩洛哥、阿尔及利亚以及中国大陆的河北、内蒙古等地，多生活于草原或荒漠地带的水域中。